# Stufenbuch
Das Stufenbuch (russ. Stepennaja kniga) ist eine Sammlung von stark hagiographisch gefärbten Fürstenviten, die 1563 vom Metropolit Athanasios abgeschlossen wurde. Mit ihm wurde der moskovitischen Dynastie im typisch pathetischen Stil der moskovitischen Periode der altrussischen Literatur ein sprachliches Ehrendenkmal errichtet, das 17 Generationen weltlicher Fürsten – von der heiligen Olga bis zu Zar Iwan IV. – im Lichte von Heiligen erscheinen lässt.
Vorbild für das Stufenbuch war das serbische Zarenbuch (Carostavnik) des  serbischen Erzbischof Danilos aus dem 14. Jahrhundert. Eine wichtige Quelle war der Bericht über die Fürsten des Landes Vladimir von Pachomi Serb (Logofet).